# NHL 1944./45.
NHL-sezona 1944./45. je bila dvadesetosma sezona NHL-a. 6 momčadi odigrali su 50 utakmica. Pobjednik Stanleyjeva kupa je bila momčad Toronto Maple Leafsa, koja je u finalnoj seriji pobijedila Detroit Red Wingse s 4:0.
The Rocket (hrv.: raketa), Maurice Richard dominirao je ligu i dao je čak 50 golova.

## Regularna sezona

### Ljestvica
Kratice: P = Pobjede, Po. = Porazi, N = Neriješeno, G= Golovi, PG = Primljeni Golovi, B = Bodovi
|                     | P  | Po. | N  | G   | PG  | B  |
| ------------------- | -- | --- | -- | --- | --- | -- |
| Montreal Canadiens  | 38 | 8   | 4  | 228 | 121 | 80 |
| Detroit Red Wings   | 31 | 14  | 5  | 218 | 161 | 67 |
| Toronto Maple Leafs | 24 | 22  | 4  | 183 | 161 | 52 |
| Boston Bruins       | 16 | 30  | 4  | 179 | 219 | 36 |
| Chicago Blackhawks  | 13 | 30  | 7  | 141 | 194 | 33 |
| New York Rangers    | 11 | 29  | 10 | 154 | 247 | 32 |

### Najbolji strijelci
Kratice: Ut. = Utakmice, G = Golovi, A = Asistencije, B = Bodovi
| Igrač           | Momčad     | Ut. | G  | A  | B  |
| --------------- | ---------- | --- | -- | -- | -- |
| Elmer Lach      | Montreal   | 50  | 26 | 54 | 80 |
| Maurice Richard | Montreal   | 50  | 50 | 23 | 73 |
| Toe Blake       | Montreal   | 49  | 29 | 38 | 68 |
| Bill Cowley     | Boston     | 49  | 25 | 40 | 65 |
| Ted Kennedy     | Toronto    | 49  | 29 | 25 | 54 |
| Bill Mosienko   | Chicago    | 50  | 28 | 26 | 54 |
| Joe Carveth     | Detroit    | 50  | 26 | 28 | 54 |
| Ab DeMarco      | NY Rangers | 50  | 24 | 30 | 54 |
| Clint Smith     | Chicago    | 50  | 23 | 31 | 54 |
| Syd Howe        | Detroit    | 46  | 17 | 36 | 53 |

## Doigravanje za Stanleyjev kup
Sve utakmice odigrane su 1945. godine.
Prvi i treći kao i drugi i četvrti regularne sezone, u međusobnim susretima, odlučuju o sudioniku finala za Stanleyjev kup.

### Prvi krug
| Montreal Canadiens vs. Toronto Maple Leafs | Montreal Canadiens vs. Toronto Maple Leafs | Montreal Canadiens vs. Toronto Maple Leafs | Montreal Canadiens vs. Toronto Maple Leafs | Montreal Canadiens vs. Toronto Maple Leafs | Montreal Canadiens vs. Toronto Maple Leafs | Montreal Canadiens vs. Toronto Maple Leafs |
| Datum                                      | Gostujuća momčad                           | Gostujuća momčad                           | Domaćin                                    | Domaćin                                    | Bilješke                                   |                                            |
| ------------------------------------------ | ------------------------------------------ | ------------------------------------------ | ------------------------------------------ | ------------------------------------------ | ------------------------------------------ | ------------------------------------------ |
| 20. ožujka                                 | Toronto                                    | 1                                          | 0                                          | Montreal                                   |                                            |                                            |
| 22. ožujka                                 | Toronto                                    | 3                                          | 2                                          | Montreal                                   |                                            |                                            |
| 24. ožujka                                 | Montreal                                   | 4                                          | 1                                          | Toronto                                    |                                            |                                            |
| 27. ožujka                                 | Montreal                                   | 3                                          | 4                                          | Toronto                                    | OT°                                        |                                            |
| 29. ožujka                                 | Toronto                                    | 3                                          | 10                                         | Montreal                                   |                                            |                                            |
| 31. ožujka                                 | Montreal                                   | 2                                          | 3                                          | Toronto                                    |                                            |                                            |
| Toronto pobjeđuje seriju s 4:2.            |                                            |                                            |                                            |                                            |                                            |                                            |

| Detroit Red Wings vs. Boston Bruins | Detroit Red Wings vs. Boston Bruins | Detroit Red Wings vs. Boston Bruins | Detroit Red Wings vs. Boston Bruins | Detroit Red Wings vs. Boston Bruins | Detroit Red Wings vs. Boston Bruins | Detroit Red Wings vs. Boston Bruins |
| Datum                               | Gostujuća momčad                    | Gostujuća momčad                    | Domaćin                             | Domaćin                             | Bilješke                            |                                     |
| ----------------------------------- | ----------------------------------- | ----------------------------------- | ----------------------------------- | ----------------------------------- | ----------------------------------- | ----------------------------------- |
| 20. ožujka                          | Boston                              | 4                                   | 3                                   | Detroit                             |                                     |                                     |
| 22. ožujka                          | Boston                              | 4                                   | 2                                   | Detroit                             |                                     |                                     |
| 25. ožujka                          | Detroit                             | 3                                   | 2                                   | Boston                              |                                     |                                     |
| 27. ožujka                          | Detroit                             | 3                                   | 2                                   | Boston                              |                                     |                                     |
| 29. ožujka                          | Boston                              | 2                                   | 3                                   | Detroit                             | OT°                                 |                                     |
| 1. travnja                          | Detroit                             | 3                                   | 5                                   | Boston                              |                                     |                                     |
| 3. travnja                          | Boston                              | 3                                   | 5                                   | Detroit                             |                                     |                                     |
| Detroit pobjeđuje seriju s 4:3.     |                                     |                                     |                                     |                                     |                                     |                                     |

### Finale Stanleyevog Cupa
| Detroit Red Wings vs. Toronto Maple Leafs               | Detroit Red Wings vs. Toronto Maple Leafs | Detroit Red Wings vs. Toronto Maple Leafs | Detroit Red Wings vs. Toronto Maple Leafs | Detroit Red Wings vs. Toronto Maple Leafs | Detroit Red Wings vs. Toronto Maple Leafs | Detroit Red Wings vs. Toronto Maple Leafs |
| Datum                                                   | Gostujuća momčad                          | Gostujuća momčad                          | Domaćin                                   | Domaćin                                   | Bilješke                                  |                                           |
| ------------------------------------------------------- | ----------------------------------------- | ----------------------------------------- | ----------------------------------------- | ----------------------------------------- | ----------------------------------------- | ----------------------------------------- |
| 6. travnja                                              | Toronto                                   | 1                                         | 0                                         | Detroit                                   |                                           |                                           |
| 8. travnja                                              | Toronto                                   | 2                                         | 0                                         | Detroit                                   |                                           |                                           |
| 12. travnja                                             | Detroit                                   | 0                                         | 1                                         | Toronto                                   |                                           |                                           |
| 14. travnja                                             | Detroit                                   | 5                                         | 3                                         | Toronto                                   |                                           |                                           |
| 19. travnja                                             | Toronto                                   | 0                                         | 2                                         | Detroit                                   |                                           |                                           |
| 21. travnja                                             | Detroit                                   | 1                                         | 0                                         | Toronto                                   | OT°                                       |                                           |
| 22. travnja                                             | Toronto                                   | 1                                         | 2                                         | Detroit                                   |                                           |                                           |
| Toronto pobjeđuje seriju s 4:3 i osvaja Stanleyjev kup. |                                           |                                           |                                           |                                           |                                           |                                           |

°OT = Produžeci

### Najbolji strijelac doigravanja
Kratice: Ut. = Utakmice, G = Golovi, A = Asistencije, B = Bodovi
| Igrač       | Momčad  | Ut. | G | A | B  |
| ----------- | ------- | --- | - | - | -- |
| Joe Carveth | Detroit | 14  | 5 | 6 | 11 |

## Nagrade NHL-a
| Calder Memorial Trophy:    | Frank McCool, Toronto Maple Leafs |
| Hart Memorial Trophy:      | Elmer Lach, Montreal Canadiens    |
| Lady Byng Memorial Trophy: | Bill Mosienko, Chicago Blackhawks |
| Vezina Trophy:             | Bill Durnan, Montreal Canadiens   |
| O'Brien Trophy:            | Detroit Red Wings                 |
| Prince of Wales Trophy:    | Montreal Canadiens                |

### All Stars momčad
| Prva momčad                         | Pozicija        | Druga momčad                       |
| ----------------------------------- | --------------- | ---------------------------------- |
| Bill Durnan, Montreal Canadiens     | vratar          | Mike Karakas, Chicago Black Hawks  |
| Butch Bouchard, Montreal Canadiens  | obrambeni igrač | Glen Harmon, Montreal Canadiens    |
| Flash Hollett, Detroit Red Wings    | obrambeni igrač | Babe Pratt, Toronto Maple Leafs    |
| Elmer Lach, Montreal Canadiens      | centar          | Bill Cowley, Boston Bruins         |
| Maurice Richard, Montreal Canadiens | desni napadač   | Bill Mosienko, Chicago Black Hawks |
| Toe Blake, Montreal Canadiens       | lijevi napadač  | Syd Howe, Detroit Red Wings        |
| Dick Irvin, Montreal Canadiens      | trener          | Jack Adams, Detroit Red Wings      |

## Vanjske poveznice
- Hacx.de: Sve ljestvice NHL-a  Arhivirana inačica izvorne stranice od 24. siječnja 2008. (Wayback Machine)